# Crisia ficulnea
Crisia ficulnea är en mossdjursart som beskrevs av Buge 1979. Crisia ficulnea ingår i släktet Crisia och familjen Crisiidae. Inga underarter finns listade i Catalogue of Life.